# Gnathostenetroides laodicense
Gnathostenetroides laodicense is een pissebed uit de familie Gnathostenetroidae. De wetenschappelijke naam van de soort is voor het eerst geldig gepubliceerd in 1957 door Amar.